# Бімбо Коулс
Вернелл Юфайє «Бімбо» Коулс (англ. Vernell Eufaye "Bimbo" Coles, нар. 22 квітня 1968, Ковінгтон, Вірджинія, США) — американський професіональний баскетболіст, що грав на позиції розігруючого захисника за низку команд НБА. Гравець національної збірної США.

## Ігрова кар'єра
На університетському рівні грав за команду Вірджинія Тек (1986—1990). 1988 року у складі збірної США завоював бронзову медаль Сеула.
1990 року був обраний у другому раунді драфту НБА під загальним 40-м номером командою «Сакраменто Кінґс». Проте професіональну кар'єру розпочав 1990 року виступами за «Маямі Гіт», куди одразу після драфту був обміняний на Рорі Сперроу. Захищав кольори команди з Маямі протягом наступних 6 сезонів.
З 1996 по 1999 рік грав у складі «Голден-Стейт Ворріорс».
1999 року перейшов до «Атланта Гокс», у складі якої провів наступний сезон своєї кар'єри.
Наступною командою в кар'єрі гравця була «Клівленд Кавальєрс», за яку він відіграв 3 сезони.
Частину 2003 року виступав у складі «Бостон Селтікс».
Останньою ж командою в кар'єрі гравця стала «Маямі Гіт», до складу якої він приєднався 2003 року і за яку відіграв один сезон.